# Estivareilles (Allier)
Pour les articles homonymes, voir Estivareilles.
Estivareilles est une commune française, située dans le département de l'Allier en région Auvergne-Rhône-Alpes.

## Géographie
Estivareilles est située sur la rive droite du Cher, à une dizaine de kilomètres au nord de Montluçon.
Le village est traversé par la RD 2144 (ex-RN 144), route de Montluçon à Bourges.

### Climat
Pour des articles plus généraux, voir Climat d'Auvergne-Rhône-Alpes et Climat de l'Allier.
En 2010, le climat de la commune est de type climat océanique dégradé des plaines du Centre et du Nord, selon une étude du CNRS s'appuyant sur une série de données couvrant la période 1971-2000. En 2020, Météo-France publie une typologie des climats de la France métropolitaine dans laquelle la commune est dans une zone de transition entre le climat océanique altéré et le climat de montagne ou de marges de montagne et est dans la région climatique Ouest et nord-ouest du Massif Central, caractérisée par une pluviométrie annuelle de 900 à 1 500 mm, maximale en automne et en hiver.
Pour la période 1971-2000, la température annuelle moyenne est de 11,8 °C, avec une amplitude thermique annuelle de 15,9 °C. Le cumul annuel moyen de précipitations est de 743 mm, avec 9,5 jours de précipitations en janvier et 7,2 jours en juillet. Pour la période 1991-2020, la température moyenne annuelle observée sur la station météorologique de Météo-France la plus proche, sur la commune de Montluçon à 10 km à vol d'oiseau, est de 12,0 °C et le cumul annuel moyen de précipitations est de 637,1 mm,. Pour l'avenir, les paramètres climatiques de la commune estimés pour 2050 selon différents scénarios d'émission de gaz à effet de serre sont consultables sur un site dédié publié par Météo-France en novembre 2022.

## Urbanisme

### Typologie
Au 1er janvier 2024, Estivareilles est catégorisée bourg rural, selon la nouvelle grille communale de densité à 7 niveaux définie par l'Insee en 2022.
Elle est située hors unité urbaine. Par ailleurs la commune fait partie de l'aire d'attraction de Montluçon, dont elle est une commune de la couronne,. Cette aire, qui regroupe 58 communes, est catégorisée dans les aires de 50 000 à moins de 200 000 habitants,.

### Occupation des sols

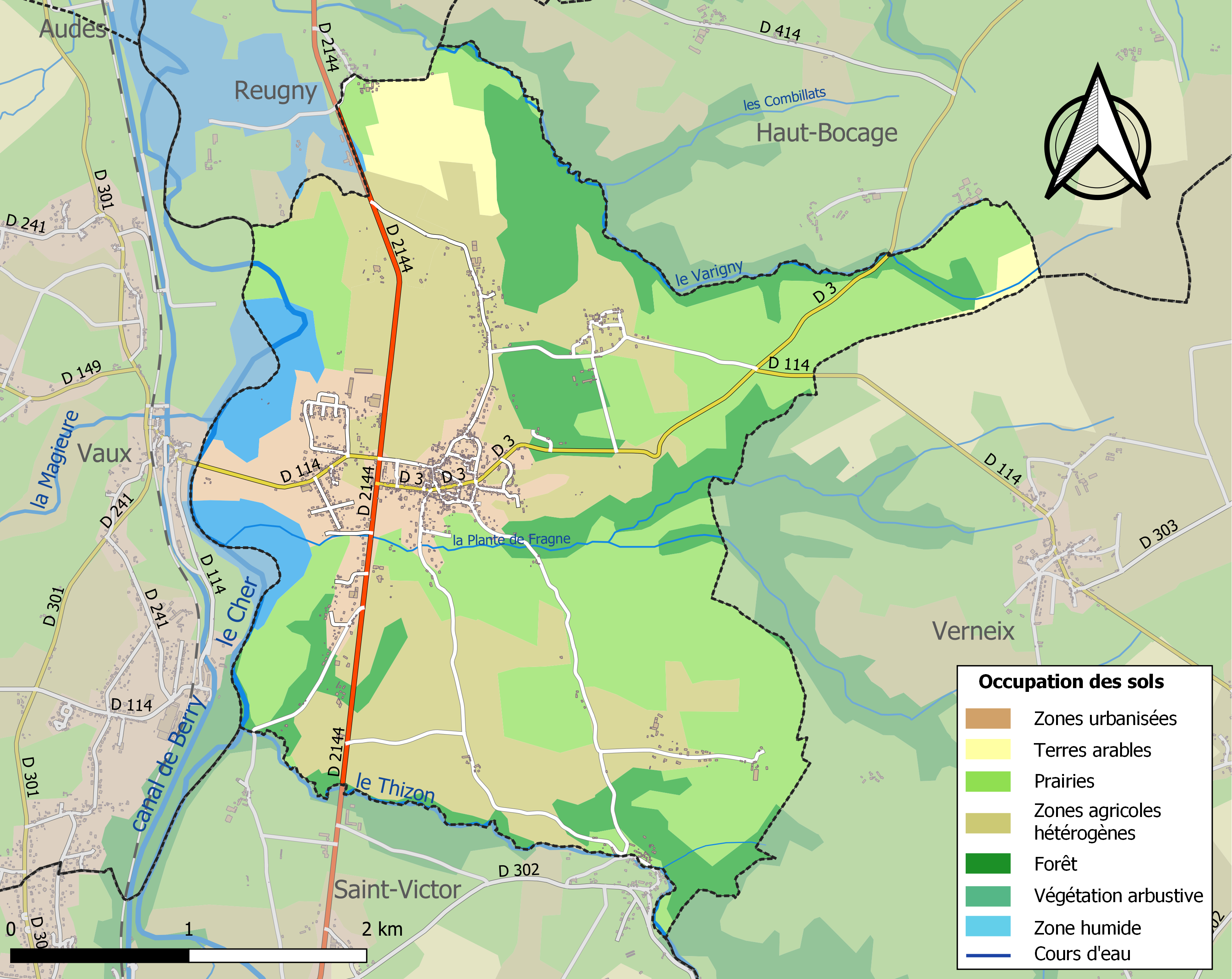
Carte des infrastructures et de l'occupation des sols de la commune en 2018 (CLC).

L'occupation des sols de la commune, telle qu'elle ressort de la base de données européenne d’occupation biophysique des sols Corine Land Cover (CLC), est marquée par l'importance des territoires agricoles (68,6 % en 2018), en diminution par rapport à 1990 (70,7 %). La répartition détaillée en 2018 est la suivante : 
prairies (34,2 %), zones agricoles hétérogènes (31 %), forêts (17,7 %), zones urbanisées (9,7 %), eaux continentales (4 %), terres arables (3,5 %).
L'IGN met par ailleurs à disposition un outil en ligne permettant de comparer l’évolution dans le temps de l’occupation des sols de la commune (ou de territoires à des échelles différentes). Plusieurs époques sont accessibles sous forme de cartes ou photos aériennes : la carte de Cassini (XVIIIe siècle), la carte d'état-major (1820-1866) et la période actuelle (1950 à aujourd'hui).

## Toponymie
Son nom lui vient du latin Stivatliculae. Il donnera en parler bourbonnais local, Estivarelhes et Estivareilles en français. Ce dialecte bourbonnais est traditionnellement parlé dans la région de Montluçon (Croissant linguistique).
Au VIIe siècle, on trouve encore le nom latin de Stivatliculae.

## Histoire
Les menhirs, christianisés au moins depuis le XIVe siècle, attestent d'un peuplement ancien.
La possession de l'église d'Estivareilles par l'abbaye de Saint-Denis est confirmée en 802 par Charlemagne. Elle dépendait du prieuré de La Chapelaude.
La seigneurie d'Estivareilles est fief de la famille Perrot à partir de 1687. Le dernier du nom, Pierre-Eugène Perrot d'Estivareilles, cède sa terre à différents propriétaires en 1841.

## Politique et administration

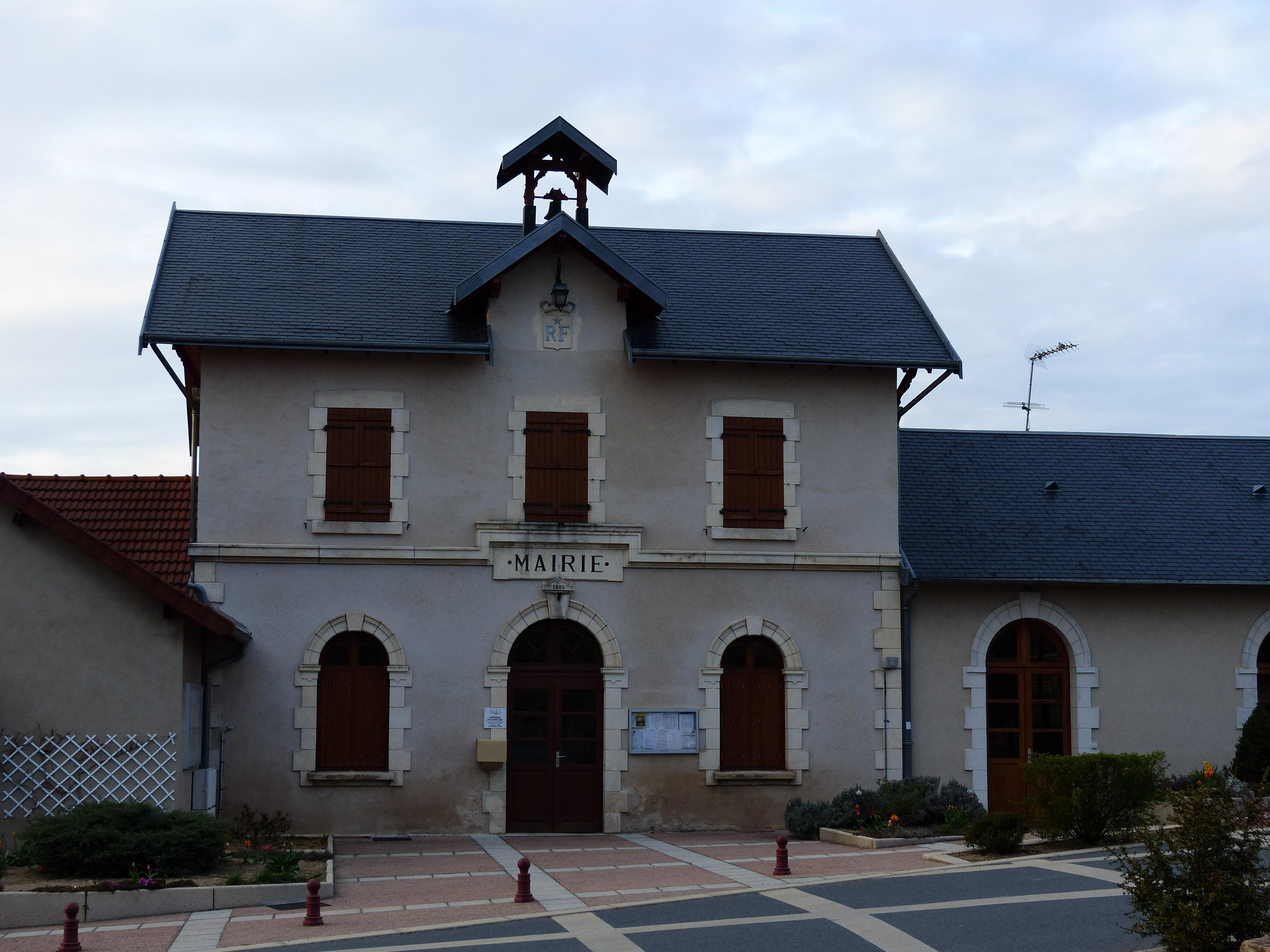
Mairie d'Estivareilles.

| Période                                  | Période                      | Identité          | Étiquette | Qualité  |
| ---------------------------------------- | ---------------------------- | ----------------- | --------- | -------- |
| Les données manquantes sont à compléter. |                              |                   |           |          |
| mars 2001                                | mars 2008                    | Gérard Boudet     |           |          |
| mars 2008                                | En cours (au 8 juillet 2020) | Georges Pailleret | DVD       | Retraité |

## Démographie
L'évolution du nombre d'habitants est connue à travers les recensements de la population effectués dans la commune depuis 1793. Pour les communes de moins de 10 000 habitants, une enquête de recensement portant sur toute la population est réalisée tous les cinq ans, les populations de référence des années intermédiaires étant quant à elles estimées par interpolation ou extrapolation. Pour la commune, le premier recensement exhaustif entrant dans le cadre du nouveau dispositif a été réalisé en 2005.

En 2022, la commune comptait 1 114 habitants, en évolution de +0,63 % par rapport à 2016 (Allier : −1,38 %, France hors Mayotte : +2,11 %).
| 1793 | 1800 | 1806 | 1821 | 1831 | 1836 | 1841 | 1846 | 1851 |
| ---- | ---- | ---- | ---- | ---- | ---- | ---- | ---- | ---- |
| 456  | 509  | 537  | 603  | 648  | 680  | 671  | 703  | 671  |

| 1856 | 1861 | 1866 | 1872 | 1876 | 1881 | 1886 | 1891 | 1896 |
| ---- | ---- | ---- | ---- | ---- | ---- | ---- | ---- | ---- |
| 695  | 714  | 684  | 700  | 740  | 774  | 825  | 822  | 754  |

| 1901 | 1906 | 1911 | 1921 | 1926 | 1931 | 1936 | 1946 | 1954 |
| ---- | ---- | ---- | ---- | ---- | ---- | ---- | ---- | ---- |
| 752  | 731  | 691  | 602  | 601  | 590  | 561  | 618  | 696  |

| 1962 | 1968 | 1975 | 1982  | 1990  | 1999  | 2005  | 2006  | 2010  |
| ---- | ---- | ---- | ----- | ----- | ----- | ----- | ----- | ----- |
| 728  | 863  | 939  | 1 101 | 1 104 | 1 033 | 1 019 | 1 005 | 1 124 |

| 2015  | 2020  | 2022  | - | - | - | - | - | - |
| ----- | ----- | ----- | - | - | - | - | - | - |
| 1 110 | 1 117 | 1 114 | - | - | - | - | - | - |

## Économie
La commune fait partie du vignoble de la région de Montluçon.

## Culture locale et patrimoine

### Lieux et monuments
- Le château du Cluzeau, propriété de la famille de Perier.
- L'église Saint-Sébastien du XIXe siècle, qui a remplacé en 1896 l'église romane détruite en 1894[23].
- La lanterne des Morts : située sur la place du village, elle lui a donné le nom de place du Lampier. Elle est classée monument historique.

- Le lavoir d'Estivareilles, toujours alimenté par une source.
- Le carrefour de la croix Bronzeau est connu comme un ancien lieu de réunion des sorciers et des meneurs de loups[24].

### Personnalités liées à la commune

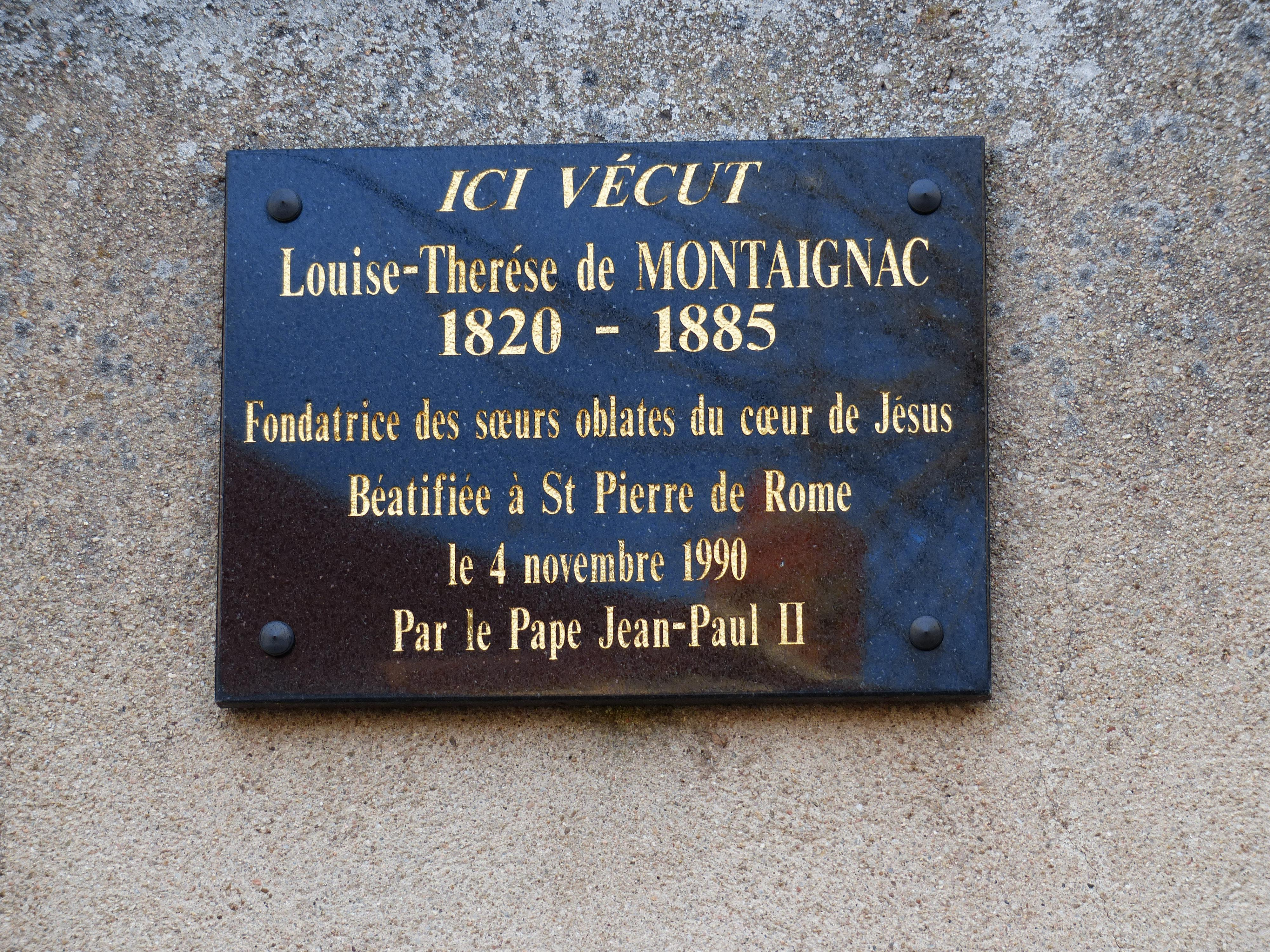
Plaque en l'honneur de Louise Thérèse de Montaignac.

- Louise Thérèse de Montaignac (1820-1885), fondatrice de la Congrégation des Oblates du Cœur de Jésus, qui a vécu de temps en temps dans le manoir familial situé dans le bourg (hérité de la famille Perrot d'Estivareilles).
- Famille de Perier : le général de division des troupes de marine Antoine Pierre Étienne de Perier (1893-1968), grand officier de la Légion d'Honneur, a été propriétaire du château du Cluzeau[25]. En outre, deux de ses fils ont donné leur vie à la France en Indochine et en Algérie et sont à cet effet cités sur le monument aux morts de la commune.
- Famille Perrot d'Estivareilles, également propriétaire du château des Modières, qui a donné plusieurs notaires à Montluçon[26]. Une chapelle seigneuriale avec droit de sépulture leur fut dédiée dans l'église paroissiale au XVIIe siècle[2].